# IV. třída okresu Litoměřice
IV. třída okresu Litoměřice tvoří společně s ostatními skupinami čtvrté třídy nejnižší (desátou nejvyšší) fotbalovou soutěž v České republice. Je řízena Okresním fotbalovým svazem Litoměřice. Hraje se každý rok od léta do jara se zimní přestávkou.

## Vítězové

### IV. třída okresu Litoměřice skupina A
| Ročník  | Vítězný tým                  |
| ------- | ---------------------------- |
| 2004/05 | FC Dubany                    |
| 2005/06 | SK Český Granát Podsedice    |
| 2006/07 | Sokol Černiv B               |
| 2007/08 | Sokol Brozany B              |
| 2008/09 | Sokol Třebenice              |
| 2009/10 | SK Třebívlice                |
| 2010/11 | TJ Sokol Křesín              |
| 2011/12 | FK Travčice B                |
| 2012/13 | SK Český Granát Podsedice    |
| 2013/14 | TJ Kalich Třebušín           |
| 2014/15 | Sokol Pokratice - Litoměřice |
| 2015/16 | TJ Lovečkovice               |
| 2016/17 | Sokol Pokratice - Litoměřice |
| 2017/18 |                              |

### IV. třída okresu Litoměřice skupina B
| Ročník  | Vítězný tým                    |
| ------- | ------------------------------ |
| 2004/05 | 1. FK Hlinná                   |
| 2005/06 | SK Liběšice B                  |
| 2006/07 | FK Schoeller Křešice B         |
| 2007/08 | ASK Lovosice B                 |
| 2008/09 | Sokol Pokratice - Litoměřice B |
| 2009/10 | TJ Podřipan Kostomlaty         |
| 2010/11 | Daewoo Šťastný Počeplice       |
| 2011/12 | SK Štětí B                     |
| 2012/13 | FK Litoměřice C                |
| 2013/14 | TJ Sokol Račice                |
| 2014/15 | TJ Sokol Vražkov               |
| 2015/16 | Podřipan Rovné B               |
| 2016/17 | FK Libochovice B               |
| 2017/18 |                                |

### IV. třída okresu Litoměřice skupina C
| Ročník  | Vítězný tým            |
| ------- | ---------------------- |
| 2004/05 | TJ Sokol Mšené lázně B |
| 2005/06 | SK Hrobce              |
| 2006/07 | TJ Sokol Mšené lázně B |
| 2007/08 | Sokol Hoštka           |
| 2008/09 | SK Hrobce B            |
| 2009/10 | TJ Sokol Bříza         |
| 2010/11 | SK Viktorie Kleneč     |
| 2011/12 | SK Předonín            |
| 2012/13 | SK Předonín B          |
| 2013/14 | soutěž zrušena         |